# Frank Montieth
Frank Andry Montieth Herrera (11 gennaio 1985) è un giocatore di baseball cubano, lanciatore degli Industriales de L'Avana a Cuba, degli Athletics Bologna Baseball in Italia e della Nazionale di baseball di Cuba.  
Ha vinto la Medaglia d'oro alle Olimpiadi 2004 di Atene. Montieth lancia e batte di destro.

## Carriera
Montieth debutta nel Campionato Nazionale Cubano nella stagione 2003-04. Ottiene un record di 2-3 con 13 salvezze e 2.34 di Media PGL per gli Industriales. In quell'anno, Montieth vince il titolo di miglior esordiente del Campionato Nazionale Cubano, superando Yoenis Céspedes. Durante la stagione regolare 2005-06 del Campionato Nazionale Cubano, Montieth ottiene un record di 7-5 con un 3.13 di Media PGL. Durante la Finale della Serie Nazionale Cubana con una serie di vittorie ha condotto la squadra degli Industriales seguì a vincere il titoloe nel 2018 raggiunge il traguardo di 100 vittorie nel Campionato Nazionale Cubano, denominato Serie Nacional.  Nel 2015, ha giocato per Nazionale di baseball di Cuba al WBSC Premier12. Nel 2021 con la selezione di Cuba si è aggiudicato il Torneo Internazionale Serie del Caribe Europea disputatosi il 18 e 19 Settembre 2021 a Berlino in Germania dove ha ricevuto il premio come Most Valuable Player del torneo 
Nelle stagioni 2016, 2017 e 2018, oltre a giocare ancora per gli Industriales e la Nazionale di baseball di Cuba Montieth gioca anche nel campionato italiano di baseball di Serie A2 per la squadra degli Athletics Bologna Baseball.
Dal 2021 torna a giocare in Italia con gli Athletics Bologna Baseball per misurarsi nella Serie A1 (baseball), il massimo campionato italiano di baseball e nella stagione 2022 risulta il miglior lanciatore del campionato nella seconda fase a livello di Media PGL con 0.36 .
Anche nel 2025 militera' nel massimo Campionato italiano di baseball e sempre con la casacca gialloverde degli Athletics Bologna Baseball .

## Palmarès
Giochi olimpici
 – Giochi Olimpici – Atene 2004.
Campionati del Mondo
 - Campionato mondiale di baseball – Rotterdam 2005
Campionati Intercontinentali
 - Campionati Intercontinentali di Baseball – Taichung 2006
Giochi Centroamericani e Caraibici
 Giochi centramericani e caraibici  – Cartagena 2006